# Oraison
Oraison település Franciaországban, Alpes-de-Haute-Provence megyében. Lakosainak száma 6042 fő (2022. január 1.). Oraison La Brillanne, Le Castellet, Lurs, Les Mées, Valensole és Villeneuve községekkel határos.

## Népesség
A település népességének változása:
| Lakosok száma | 2702 | 2963 | 3509 | 4867 | 5716 | 5854 | 5882 | 5867 | 5920 | 6042 |
|               | 1968 | 1982 | 1990 | 2006 | 2013 | 2015 | 2017 | 2019 | 2020 | 2022 |